# Olympische Sommerspiele 2012/Segeln – Star
Der Segelwettbewerb im Starboot bei den Olympischen Sommerspielen 2012 in London wurde vom 29. Juli bis zum 5. August in der Weymouth and Portland National Sailing Academy ausgetragen. 32 Athleten (16 Crews) nahmen daran teil.
Der Wettbewerb wurde in zehn Regatten (Fleet Race) durchgeführt. Die ersten neun Rennen wurden von allen Startern absolviert. Dabei wurden Punkte für die Platzziffer vergeben. In der Endabrechnung wurde die schlechteste Platzierung gestrichen. Die zehn Segler mit der niedrigsten Punktzahl waren für das Medaillenrennen qualifiziert. Die bisherigen Punkte wurden übernommen, die Platzierungspunkte für das Medaillenrennen jedoch verdoppelt.
Für Fehlstarts (OCS = on course side) sowie Rennabbruchs (DNF) erhielt der betreffende Segler 17 Punkte. Auch bei Disqualifikationen (DSQ) bekam der Starter 17 Punkte. Zudem konnte die Jury auch während des Rennens Strafpunkte (DPI = Discretionary Penalty Imposed) verteilen.

## Titelverteidiger
| Olympiasieger | Iain Percy, Andrew Simpson ( Vereinigtes Königreich) | 45 Punkte | Peking 2008 |

## Crewmitglieder

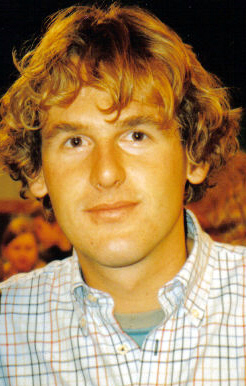
Mateusz Kusznierewicz (POL)

| Nation                 | Besatzung                               |
| ---------------------- | --------------------------------------- |
| Brasilien              | Robert Scheidt, Bruno Prada             |
| Dänemark               | Michael Hestbæk, Claus Olesen           |
| Deutschland            | Robert Stanjek, Frithjof Kleen          |
| Frankreich             | Xavier Rohart, Pierre-Alexis Ponsot     |
| Griechenland           | Emilios Papathanasiou, Adonis Tsotras   |
| Irland                 | Peter O’Leary, David Burrows            |
| Kanada                 | Richard Clarke, Tyler Bjorn             |
| Kroatien               | Marin Lovrović, Dan Lovrović            |
| Neuseeland             | Hamish Pepper, Jim Turner               |
| Norwegen               | Eivind Melleby, Petter Mørland Pedersen |
| Polen                  | Mateusz Kusznierewicz, Dominik Życki    |
| Portugal               | Alfonso Domingos, Frederico Melo        |
| Schweden               | Fredrik Lööf, Max Salminen              |
| Schweiz                | Flavio Marazzi, Enrico De Maria         |
| Vereinigte Staaten     | Mark Mendelblatt, Brian Fatih           |
| Vereinigtes Königreich | Iain Percy, Andrew Simpson              |

## Regatta
Rennen 1 und 2: 29. Juli 2012

Rennen 3 und 4: 30. Juli 2012

Rennen 5 und 6: 31. Juli 2012

Rennen 7 und 8: 2. August 2012

Rennen 9 und 10: 3. August 2012

| Platz | Nation                 | # 1 | # 2 | # 3 | # 4 | # 5 | # 6    | # 7    | # 8 | # 9    | # 10 | Punkte |
| ----- | ---------------------- | --- | --- | --- | --- | --- | ------ | ------ | --- | ------ | ---- | ------ |
| 0 1   | Vereinigtes Königreich | 11  | 2   | 3   | 2   | 1   | 2      | 1      | 2   | 4      | 1    | 18     |
| 0 2   | Brasilien              | 4   | 1   | 9   | 6   | 2   | 1      | 3      | 5   | 1      | 3    | 26     |
| 0 3   | Schweden               | 10  | 4   | 4   | 1   | 5   | 3      | 4      | 1   | 2      | 6    | 30     |
| 0 4   | Norwegen               | 7   | 5   | 2   | 4   | 16  | 11     | 8      | 4   | 7      | 5    | 53     |
| 0 5   | Polen                  | 9   | 3   | 12  | 10  | 3   | 4      | 2      | 9   | 13     | 2    | 54     |
| 0 6   | Vereinigte Staaten     | 5   | 14  | 5   | 3   | 8   | 9      | 5      | 10  | 3      | 11   | 59     |
| 0 7   | Deutschland            | 6   | 9   | 8   | 7   | 4   | 6      | 17 DSQ | 11  | 9      | 4    | 64     |
| 0 8   | Neuseeland             | 15  | 7   | 1   | 13  | 6   | 5      | 9      | 8   | 8      | 9    | 66     |
| 0 9   | Irland                 | 2   | 6   | 14  | 5   | 11  | 12     | 17 DSQ | 7   | 11     | 7    | 75     |
| 10    | Frankreich             | 1   | 13  | 10  | 11  | 12  | 14     | 11     | 6   | 6      | 8    | 78     |
| 11    | Dänemark               | 12  | 11  | 13  | 14  | 13  | 7      | 6      | 3   | 14     | 10   | 89     |
| 12    | Kanada                 | 16  | 10  | 6   | 8   | 10  | 17 OCS | 13     | 12  | 5      | 13   | 93     |
| 13    | Schweiz                | 13  | 8   | 11  | 9   | 15  | 8      | 11     | 13  | 15     | 16   | 102    |
| 14    | Griechenland           | 3   | 16  | 7   | 12  | 7   | 15     | 17 DSQ | 16  | 17 OCS | 12   | 106    |
| 15    | Portugal               | 14  | 15  | 15  | 16  | 9   | 10     | 7      | 14  | 10     | 14   | 108    |
| 16    | Kroatien               | 8   | 12  | 16  | 15  | 14  | 13     | 12     | 15  | 12     | 15   | 116    |

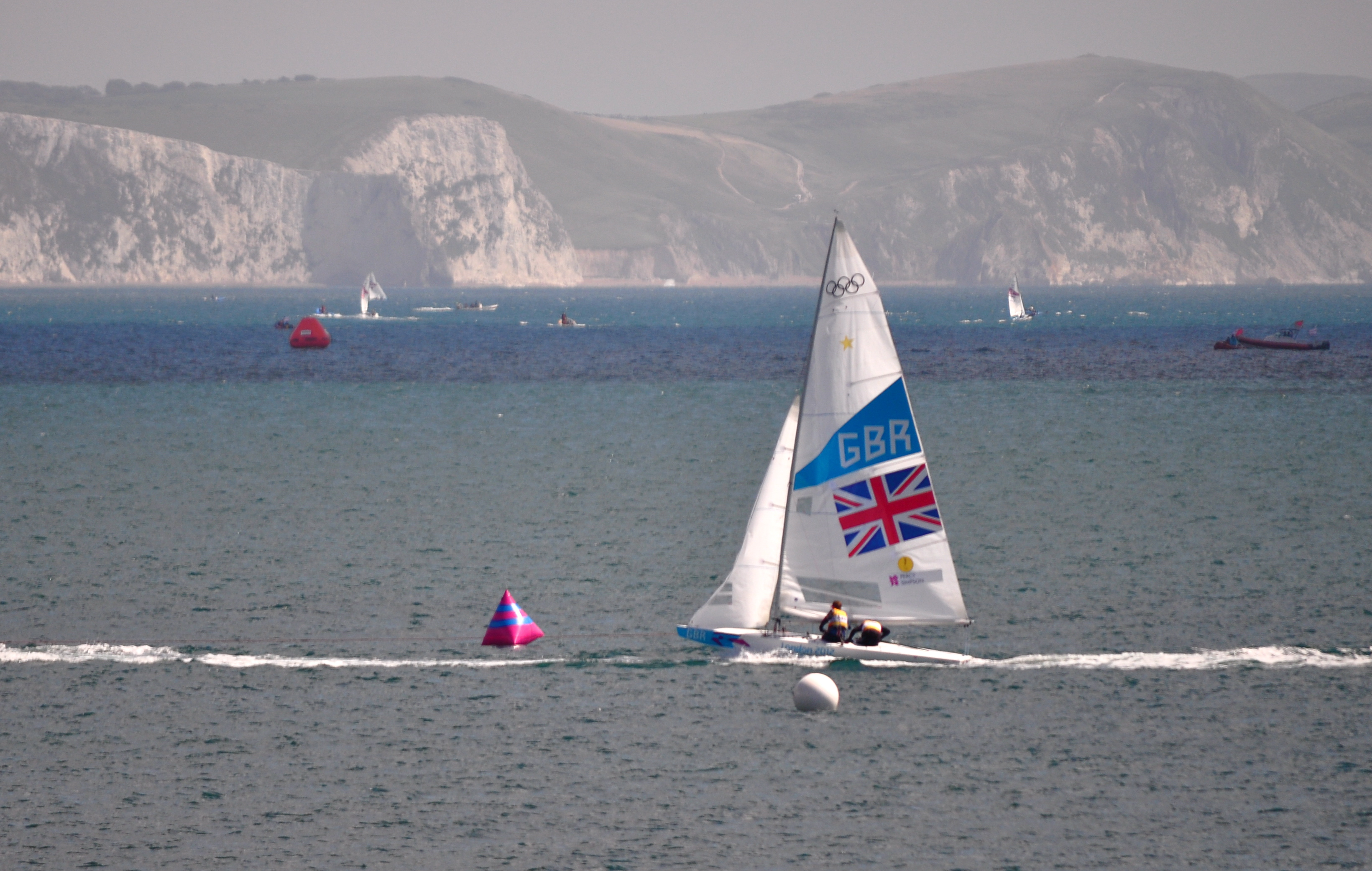
Iain Percy und Andrew Simpson (GBR) während des Rennens

Anmerkung: Die Streichresultate sind kursiv gesetzt. Die für das Medaillenrennen qualifizierten Segler sind hellgrün unterlegt.

### Medaillenrennen

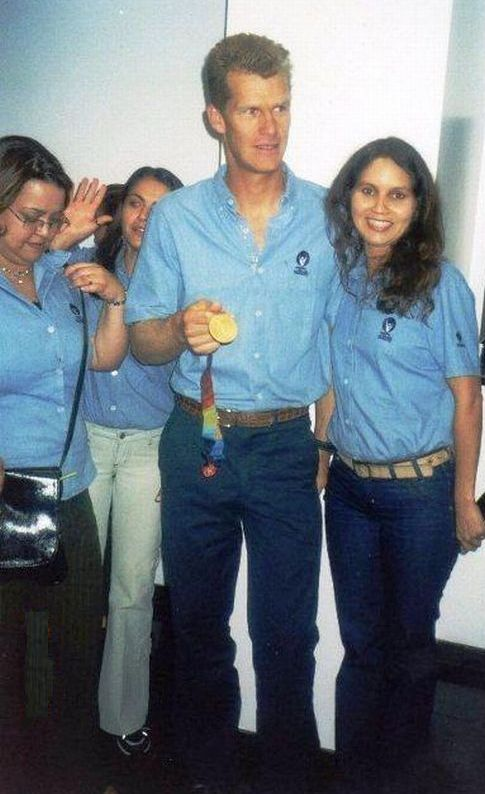
Der Brasilianer Robert Scheidt, einer der erfolgreichsten Segler bei Olympia

5. August 2012, 14:00 Uhr MESZ
| Platz | Nation                 | Punkte |
| ----- | ---------------------- | ------ |
| 0 1   | Schweden               | 2      |
| 0 2   | Neuseeland             | 4      |
| 0 3   | Deutschland            | 6      |
| 0 4   | Frankreich             | 8      |
| 0 5   | Norwegen               | 10     |
| 0 6   | Vereinigte Staaten     | 12     |
| 0 7   | Brasilien              | 14     |
| 0 8   | Vereinigtes Königreich | 16     |
| 0 9   | Polen                  | 18     |
| 10    | Irland                 | 20     |

## Endstand
Robert Scheidt (BRA) ist mit fünf olympischen Medaillen (2 × Gold, 2 × Silber, 1 × Bronze) zusammen mit seinem Landsmann Torben Grael (2/1/2) und dem Briten Ben Ainslie (4/1/0) der Segler mit den meisten olympischen Medaillen.

Seit 1932 im olympischen Segelprogramm, war dies die letzte olympische Regatta in der Starbootklasse.
| Platz | Nation                 | Punkte | Anmerkung                                                     |
| ----- | ---------------------- | ------ | ------------------------------------------------------------- |
| 0 1   | Schweden               | 32     |                                                               |
| 0 2   | Vereinigtes Königreich | 34     |                                                               |
| 0 3   | Brasilien              | 40     |                                                               |
| 0 4   | Norwegen               | 63     |                                                               |
| 0 5   | Neuseeland             | 70     | Entscheidung durch die bessere Platzierung im Medaillenrennen |
| 0 6   | Deutschland            | 70     |                                                               |
| 0 7   | Vereinigte Staaten     | 71     |                                                               |
| 0 8   | Polen                  | 72     |                                                               |
| 0 9   | Frankreich             | 86     |                                                               |
| 10    | Irland                 | 95     |                                                               |